# Morbius
Morbius el Vampiro Viviente (nacido como Michael Morbius, también conocido como Morgan Michaels y Nikos Michaels) es un personaje que aparece en los cómics estadounidenses publicados por Marvel Comics. Creado por el escritor Roy Thomas y diseñado originalmente por el dibujante Gil Kane, debutó como un adversario trágico y simpático del superhéroe Spider-Man en The Amazing Spider-Man (vol. 1) #101 (octubre de 1971).Durante años, Morbius chocó con frecuencia con Spider-Man y otros superhéroes, mientras que ocasionalmente recuperaba la razón y ayudaba a aquellos a los que consideraba aliados. El evento cruzado "Rise of the Midnight Sons" de Marvel Comics de 1992 luego revivió y revisó varios personajes de Marvel con temas de terror para presentarlos como protagonistas principales en nuevos títulos. El evento lanzó la nueva serie Morbius the Living Vampire, que se desarrolló entre 1992 y 1995 y ahora presenta al personaje principal como un letal antihéroe y justiciero. Después de la cancelación de esta serie, varias historias alternaron entre retratar a Morbius como un antihéroe brutal y en conflicto o un personaje trágico sujeto a episodios de locura y asesinato (una vez más, la mayoría de las veces luchando contra Spider-Man).
El personaje ha aparecido en varias adaptaciones de medios fuera de los cómics, incluidos programas animados y videojuegos. IGN clasificó al personaje como el decimonoveno villano más grande de Spider-Man. En la serie animada Spider-Man de la década de 1990, Morbius es un personaje recurrente con la voz de Nick Jameson. A diferencia de los cómics, la caricatura mostraba a Morbius como un aliado habitual del personaje Blade y como un ser que se alimenta de plasma humano a través de sus manos en lugar de sus colmillos. Jared Leto interpreta al personaje en la película Morbius (2022), ambientado en el Universo Spider-Man de Sony.

## Historial de publicación
Morbius debutó en The Amazing Spider-Man #101 (octubre de 1971) después de la actualización en febrero de 1971 de la junta de autocensura de la industria del cómic, la Autoridad del Código de Cómics, que levantó la prohibición de los vampiros y otros personajes sobrenaturales. Fue el primer número de la serie insignia de Marvel Comics, Spider-Man, escrita por alguien que no sea el cocreador de personajes y editor en jefe Stan Lee. Lee, ocupado escribiendo un guion para una película de ciencia ficción no publicada, llevó la serie a su editor y mano derecha, Roy Thomas.  «Estábamos hablando de hacer Drácula, pero Stan quería un villano disfrazado. Aparte de eso, no especificó qué deberíamos hacer», dijo Thomas en 2009, y agregó que parte de la concepción del personaje proviene de una película de ciencia ficción no especificada de la juventud de Thomas, que representa a un hombre convertido en vampiro por radiación en lugar de magia. Thomas dijo que el nombre  «Morbius» no fue tomado deliberadamente del antagonista Doctor Morbius en la película Planeta prohibido.

## Biografía ficticia del personaje
Michael Morgan Morbius nació y creció en Atenas, Grecia de la mano de su madre soltera, y experimenta una infancia en gran parte aislada debido a una condición sanguínea rara y fatal. Su único amigo verdadero durante este tiempo es un chico llamado Emil Nikos que, como él, está interesado en la medicina y la ciencia. Dotado intelectualmente, Morbius pasa gran parte de su aislamiento leyendo y estudiando. Con el tiempo, se convierte en un bioquímico y biólogo muy respetado y ganador del Premio Nobel con un título médico en hematología. Como adulto, Morbius investiga un medio para curar su propia condición fatal, contratando a Emil Nikos como su compañero de investigación y a una mujer llamada Martine Bancroft como su asistente de oficina. Martine y Michael se enamoran y se comprometen para casarse.
Después de años de investigación, Michael Morbius intenta una cura radical para sí mismo que involucra tratamientos químicos, muestras de ADN de murciélago vampiro y terapia de electroshock. El experimento pone la enfermedad de la sangre en remisión, pero transforma radicalmente a Morbius en un  «vampiro viviente» con habilidades mejoradas. Para mantener su enfermedad en remisión, Morbius ahora debe alimentarse regularmente de sangre fresca o arriesgarse a morir. Su apariencia y personalidad también cambian, haciéndolo ahora propenso a ataques de ira, paranoia y sed de sangre. Durante uno de estos primeros episodios de sed de sangre y locura, la primera víctima de Morbius es su amigo Emil. Horrorizado por sus acciones y mutación, Morbius se va a Nueva York para realizar más investigaciones en secreto. Se encuentra con el científico convertido en monstruo conocido como el Lagarto y el aventurero Spider-Man, quien en ese momento está lidiando con una mutación que lo ha dejado con cuatro brazos extra. Las muestras de sangre de Morbius llevan al Lagarto a volver a su forma humana de Curt Connors y permiten que Spider-Man pierda sus extremidades adicionales. Se descubre que algunas de las víctimas de Morbius no murieron y ahora están infectadas con una forma de su propia mutación, lo que les otorga mayor fuerza y sed de sangre, pero no más habilidades sobrehumanas. Morbius y Martine sintetizan un antídoto para estas víctimas, pero el suero no funciona en la propia condición de Morbius. Superado por la sed de sangre, Morbius ataca a Martine, convirtiéndola también en un pseudo-vampiro. Después de usar su suero para curarla, Morbius huye en lugar de poner en peligro a Martine nuevamente.
Morbius finalmente se va de Nueva York, cambiando de ubicación con frecuencia para evitar la captura. Durante este tiempo, rescata a Amanda Saint de un culto satánico conocido como  «Demonio de Fuego», luego se encuentra con John Jameson, quien en ese momento está maldecido para transformarse en el Hombre-Lobo. Junto a Hombre-Lobo, Morbius vuelve a luchar contra Spider-Man. Más tarde, Morbius se encuentra con el reverendo Daemond, los cuidadores del planeta Arcturus IV, la Gente Gato de la tierra interior y Tara la niña, el demonio extradimensional conocido como Helleyes, y Living Eraser. También conoce a otros monstruos, como el Hombre Lobo (Jack Russell), Ghost Rider (Johnny Blaze), y el Hombre Cosa (Ted Sallis), y aventureros sobrehumanos como Blade, los originales X-Men y la Antorcha Humana y Thing, ambos miembros de Los 4 Fantásticos. Durante este tiempo, continúa chocando con frecuencia con Spider-Man.
Más tarde, Morbius se encuentra con el agente rebelde de la CIA, Simon Stroud, y juntos luchan contra un grupo de nuevos pseudovampiros creados por las mordeduras de Morbius y la infección resultante. Uno de estos pseudo-vampiros muerde e infecta a Martine, convirtiéndola también en un vampiro viviente. Gracias a los esfuerzos de Morbius, Martine se cura y los otros pseudo-vampiros son destruidos. Morbius luego huye, creyendo que todavía es un peligro para Martine. Después de esto, se hace amigo de la desesperada terrateniente Alicia Twain (más tarde vengando su asesinato) y lucha contra Morgana St. Clair, una enigmática experta en vampiros que vive en Inglaterra y es miembro de un culto satánico conocido como la Hermandad de Judas. Más tarde, Morbius solicita la ayuda de su viejo amigo Ronson Slade, un científico, para encontrar una cura para su pseudo-vampirismo. Slade, sin embargo, se convierte en hombre lobo y Morbius se ve obligado a matarlo.

### Remisión
Durante otra batalla con Spider-Man, Morbius logra alimentarse de una muestra de la sangre radiactiva del héroe. Por casualidad, Morbius es golpeado por un rayo al mismo tiempo. Morbius sobrevive al rayo y descubre que aparentemente es humano nuevamente, su apariencia, cordura y rasgos humanos normales restaurados, aunque su enfermedad de la sangre ha regresado y ahora requiere tratamiento frecuente y transfusiones de sangre. Mientras continúa investigando cómo estabilizar una cura completa, el Dr. Michael Morbius acepta ser juzgado por sus varios crímenes a lo largo de los años y contrata a la abogada Jennifer Walters (cuya identidad es She- Hulk no se conoce públicamente en ese momento). Más tarde, Morbius se entera del estado de Walters como She-Hulk y que sufre transformaciones a veces erráticas. Él le da un suero basado en la investigación sobre su propia condición y Walters ahora puede cambiar de forma a voluntad (aunque con esfuerzo). En la corte, Walters argumenta que los crímenes de Morbius como vampiro viviente se debieron en gran parte a su  «condición médica» que afectó su capacidad de razonar, al tiempo que agregó que la mayoría de las víctimas de Morbius sobrevivieron y fueron curadas del pseudo-vampirismo por el bioquímico. él mismo. Teniendo esto en cuenta, el tribunal encuentra a Morbius culpable de homicidio involuntario en lugar de asesinato.
Durante los próximos años de su vida, Morbius continúa investigando su enfermedad mientras actúa como consultor para otros. Se convierte en un amigo más cercano del Hombre Lobo (Jack Russell) y ofrece información a los Vengadores que los ayuda en un caso. Finalmente, a pesar de todos sus esfuerzos, Morbius vuelve a ser un vampiro viviente. Trabajando junto a varios aliados, el hechicero Doctor Strange puede usar la  «Fórmula Montesi» (un hechizo que se encuentra en Darkhold) para desterrar a todos los vampiros no muertos de la dimensión de la Tierra. Morbius no se ve afectado ya que es una mutación científica y no una criatura sobrenatural. El único otro vampiro que no se ve afectado es Hannibal King, un detective vampiro que se negó a alimentarse de personas vivas y, por lo tanto, se salvó de los efectos del hechizo. Años más tarde, junto a los hechiceros Doctor Extraño y Hermano Vudú, Morbius lucha contra Marie Laveau y es testigo del regreso de los verdaderos vampiros a la Tierra.
Frustrado por sus repetidos fracasos para curarse, Morbius se refugia en las alcantarillas de la ciudad de Nueva York y descubre una comunidad de habitantes subterráneos que se ofrecen a ayudarlo a cambio de protección. La comunidad trae a Morbius  «malos» para alimentarse y Morbius cree por sus descripciones que estas personas que le trajeron son asesinos. Después de alimentarse de varias víctimas, Morbius se enfrenta a Spider-Man, quien lo acusa de convertirse en un asesino en serie. Al descubrir que la comunidad subterránea considera que cualquiera que viva en la superficie es  «malo», Morbius se horroriza al darse cuenta de que ha asesinado a personas al azar. Disgustado consigo mismo, Morbius huye a las alcantarillas y cae más profundamente en la depresión.

### Los Hijos de la Medianoche
Poco después de la confrontación de Spider-Man y Morbius en las alcantarillas, Johnny Blaze y el nuevo Ghost Rider (cuyo anfitrión humano es Danny Ketch) se enteran de que Lilith, la Madre de todos los demonios, ha regresado a la Tierra y tiene la intención de arrasar a la humanidad con la ayuda de sus hijos y descendientes, los Lilin. Ghost Rider experimenta una visión de varios individuos que juntos pueden oponerse a Lilith, una alianza conocida como  «los Nueve» o  «los Hijos de la Medianoche». Al ver que Morbius es uno de los Hijos de la Medianoche, Ghost Rider y Blaze lo rastrean con la ayuda de Martine Bancroft y su aliado, el Dr. David Langford, un bioquímico que espera pueda curar a Michael por fin. En secreto, Langford está trabajando con un científico villano llamado Dr. Thaddeus Paine que tiene la intención de matar a Morbius y luego realizar una investigación sobre su cuerpo mutado; la  «cura» de Langford en realidad simplemente matará. Sin saber esto, y deseando sabotear el esfuerzo para ayudar a Morbius, Lilith envía a uno de sus Lilin para usar su propia sangre demoníaca para envenenar el suero de Lanford. 
Después de una breve batalla con Ghost Rider y Blaze, Morbius es sometido y llevado al laboratorio de Langford, donde se le da la cura falsa. El resultado de mezclar el suero de Langford con sangre de demonio crea un nuevo agente mutagénico, que altera las habilidades y la apariencia del Vampiro Viviente y al mismo tiempo restaura en gran medida su cordura y su verdadera personalidad. Confundido por su nuevo estado, Morbius busca a su viejo amigo y colega, el Dr. Jacob Weisenthal, un médico general. Mientras tanto, Martine descubre la traición de Langford y él la mata. Morbius llega momentos después, se alimenta de Langford y luego se da cuenta de que no se siente culpable por acabar con la vida de un asesino corrupto y despiadado. Cuando Ghost Rider y Blaze llegan a la escena, Morbius explica la situación y jura que no es enemigo de los inocentes. De aquí en adelante, Ghost Rider acepta esto, advirtiendo a Morbius que este voto puede no ser fácil de seguir. Días después, Morbius y los otros Hijos de la Medianoche celebran su primera reunión oficial de alianza y unen fuerzas contra Lilith. A pesar de su acuerdo para luchar contra Lilith, los Hijos de la Medianoche conocidos como Nightstalkers, un trío de cazadores de vampiros e investigadores ocultos que incluye a Hannibal King (cuyo vampirismo ha regresado), el medio vampiro Blade y Frank Drake, el último descendiente mortal vivo de Drácula.
Durante el año siguiente, Morbius se enfrenta a varios enemigos nuevos, incluido el Dr. Paine, el Basilisco II (Wayne Gifford), Vic Slaughter, y Bloodbath. Durante la batalla inicial con Vic Slaughter y su equipo, los Hardcases, la lápida de Martine Bancroft es dañada por disparos. Enfurecido, Morbius mata a los Hardcases y drena un poco de sangre a Slaughter, pero luego entierra vivo al villano en lugar de matarlo directamente. Morbius se va, creyendo que su mordedura ya no infecta a las personas con pseudo-vampirismo parcial. Morbius luego descubre que si drena cierta cantidad de una víctima, la infección de su mordedura es en realidad más poderosa que antes. Vic Slaughter se levanta del borde de la muerte como un nuevo vampiro viviente, con habilidades iguales a las de Morbius.
A pesar de que muchos de ellos no confían en él, Morbius continúa uniéndose a los Hijos de la Medianoche en las batallas contra el mal cada vez que necesitan su ayuda. También ayuda a Spider-Man, Venom, Gata Negra y otros superhéroes contra una pandilla de supervillanos liderados por los asesinos en masa Carnage y Shriek durante el evento cruzado llamado Maximum Carnage. Durante una batalla con el villano Pesadilla, empoderado por los sueños, Morbius se entera de que su nueva mutación debido a la sangre demoníaca lo ha hecho inmortal en el sentido tradicional, lo que significa que puede morir a causa de una lesión, pero ya no envejece. Poco después, Blade es influenciado por fuerzas externas y se convierte en una versión corrupta de sí mismo llamada Switchblade. Mata a varios aliados, incluido Morbius.Poco después, Blade se cura de su posesión y sus víctimas se restauran mágicamente, incluido Morbius.
Del Dr. Paine, Morbius se entera de que su enfermedad de la sangre no está en remisión completa y eventualmente lo matará a pesar de alimentarse constantemente de sangre fresca y sus impresionantes habilidades regenerativas. Con la ayuda de Jacob Weisenthal, Morbius investiga cómo al menos aliviar su condición si la cura es imposible. Con muestras recién obtenidas de la sangre radiactiva de Spider-Man, Morbius y Weisenthal crean un suero  «antiviral» que restaura su forma humana durante varias horas seguidas. Ahora capaz de operar durante parte del día como un hombre normal, Morbius crea la identidad tapadera del Dr. Morgan Michaels y consigue un trabajo como hematólogo en el St. Jude's Memorial Hospital de Nueva York. Como hematólogo, Morbius puede robar las donaciones de sangre recolectadas para aliviar brevemente su sed de sangre mientras se alimenta de personas vivas, aunque los conservantes y anticoagulantes que se usan con la sangre donada significan que envenenará a Morbius si ingiere demasiado. También obtiene una cámara hiperbólica y un equipo de diálisis, lo que le permite oxigenar su sangre y limpiar su sistema mientras duerme.
Jack Russell rastrea a Morbius hasta el Hospital St. Jude y se ofrece a ayudar al hombre a aprender a vivir con su nueva mutación en lugar de intentar luchar contra ella. Morbius rechaza este punto de vista, argumentando que ser un vampiro vivo es una maldición que no debe aceptar.Más tarde, temiendo que su condición empeore, Morbius intenta curarse a sí mismo con la  «necrotecnología» utilizada por los Nightstalkers, pero falla. Morbius también intenta alimentarse de la sangre del vampiro Hannibal King para ver si lo afecta, solo para descubrir que su cuerpo simplemente rechaza la sangre de vampiro ya que está  «sin vida».
En el hospital, Morbius conoce y es perseguido románticamente por Mandy Tyler, la asistente administrativa ejecutiva del departamento de hematología del hospital. Mandy luego se entera de la verdadera naturaleza de Morbius y le dice que lo acepta. En una cita, Mandy revela que es parte de un club fetichista privado cuyos miembros emulan a los vampiros bebiendo sangre. Morbius conoce al líder del club, Brian DeWolff. Anteriormente, el justiciero llamado Wraith, DeWolff está usando en secreto sus poderes psiónicos para convertir a los miembros del club en seguidores que realizarán actos terroristas contra la policía de Nueva York. Con el cyborg Deathlok, Morbius evita que el  «culto de vampiros» cometa un atentado terrorista y luego aparentemente mata a DeWolff.
Gracias a los rastros de sangre de Lilin que aún se encuentran en el cuerpo de Morbius, el espíritu de un Lilin llamado Bloodthirst comienza a guiar la mente del Vampiro Viviente. Bloodthirst influye en Morbius para que use el Darkhold, un libro de magia corrupta, para resucitar a Martine Bancroft. Morbius luego se da cuenta de que esto fue un plan de los Lilin, que usan el cuerpo de Martine para que uno de los suyos, un ser llamado Parásito, ahora pueda tener un cuerpo. Bloodthirst luego toma posesión total del cuerpo de Morbius y ataca a los Hijos de la Medianoche con la ayuda de Martine/Parasite. Con la ayuda del Dr. Strange, Morbius reafirma el control sobre su propio cuerpo. Para derrotar a Parasite, Morbius luego mata el cuerpo de Martine, obligando al espíritu de Lilin a salir de ella para que pueda ser destruido. Más tarde, el verdadero espíritu de Martine revive y se restaura en su cuerpo, pero el proceso de resurrección la deja como un verdadero vampiro no muerto, incapaz de sentir el tacto. También afirma que carece de toda su capacidad para experimentar emociones, incluido el amor que solía tener por Michael. Martine se muda a la casa de Morbius, pero se siente frustrada por su nueva condición. Poco después, Morbius expulsa los rastros de sangre de Lilin en su cuerpo para que Bloodthirst no pueda influir más en él. Bloodthirst puede manifestar un nuevo cuerpo vampírico para sí mismo y hiere gravemente tanto a Jacob como a Mandy antes de que Morbius finalmente lo destruya. Morbius decide distanciarse de Mandy para protegerla.
Más tarde, Morbius se encuentra con Lena Ivana, una mujer secuestrada de su casa en Europa del Este y luego obligada a ejercer el trabajo sexual en la ciudad de Nueva York. Después de liberarla, Morbius se enamora de Lena. Por el contrario, teme a Morbius después de ver lo rápido que mata a los criminales. A pesar de esto, Morbius espera volver a verla y le sugiere a Lena que busque tratamiento médico del  «Dr. Morgan Michaels». Sin saber que este es el vampiro vivo que la asusta, Lena se siente atraída por el Dr. Michaels. Luego, Lena también acepta un trabajo en el St. Jude's Memorial Hospital, trabaja en la morgue y ve al Dr. Michaels con frecuencia.
Martine se obsesiona con restaurar su humanidad, acusando a su antiguo amante de robarle sus emociones y despedirla de su vida. Morbius señala que el cambio de actitud de Martine y la falta de amor por él no puede deberse a una falta de emociones porque claramente siente ira, resentimiento, esperanza, frustración y envidia. Aunque promete seguir buscando una manera de curarla de no estar muerta, dice que él y Martine no pueden reanudar una relación debido a que sus sentimientos mutuos están cambiando. Después de luchar contra Morbius y luego arrojarse por una ventana, Martine se va pero alquila un apartamento cercano para poder seguir espiando a su ex amante. Luego comienza una relación romántica casual con Jack Russell.

### El Regreso del Monstruo
La influencia de Lena Ivana lleva a Morbius a reconsiderar su promesa de alimentarse solo de los culpables, al darse cuenta de que no investiga a sus víctimas criminales lo suficiente como para saber si necesitan ayuda o si pueden ser reformados. Decide que es mejor abstenerse de alimentarse y simplemente permitirse morir en lugar de seguir justificando el asesinato. Al darse cuenta de que su amigo tiene la intención de suicidarse, Jack Russell se enfrenta a Morbius y luchan entre sí. Debilitado por la lucha y la falta de sangre durante varios días, Morbius se expone al sol naciente y se quema rápidamente. Jacob Weisenthal llega y administra su último intento de curar la mutación de Morbius, pero el pseudo-vampiro aparentemente muere. Jacob y Jack Russell organizan un entierro a medianoche al que asisten los Hijos de Medianoche, Martine y Lena. Posiblemente gracias al último suero antiviral de Jacob, Morbius de repente se cura y recupera la conciencia, levantándose de su tumba.
Como resultado del suero de Jacob, Morbius parece perder su sed de sangre y solo logra temporalmente una apariencia vampírica parcial todas las noches a la medianoche. Jacob se alarma porque Morbius está experimentando apagones nuevamente y puede estar alimentándose sin darse cuenta, pero Michael insiste en que está curado y continúa persiguiendo a Lena románticamente. Enfurecida por los celos, Martine se encuentra con Lena y le dice que el Dr. Morgan Michaels es en realidad el vampiro viviente, Michael Morbius. Sintiéndose traicionada, Lena deja a Michael. Morbius luego se da cuenta de que está experimentando sed de sangre nuevamente y está perdiendo la razón mientras recupera su apariencia vampírica completa. Después de perder el conocimiento, Morbius se da cuenta de que ha atacado y se ha alimentado de una persona al azar. La última  «cura» de Jacob no ha hecho más que convertirlo una vez más en un monstruo que pierde toda razón y cordura cuando siente la necesidad de alimentarse. ya no puede mantener ningún tipo de moralidad o ningún voto de alimentarse solo de la  «sangre de los culpables». Impulsado por su sed de sangre y una vez más como un peligro para todos los que lo rodean, Morbius abandona su identidad de Morgan Michaels y deja atrás tanto a Jacob como al St. Jude's Memorial Hospital. Aunque el suero de Jacob no curó su pseudo-vampirismo, evidentemente hizo que su enfermedad de la sangre volviera a remitir, ya que nunca se vuelve a mencionar que la enfermedad todavía lo está matando.
Una vez más, un fugitivo, Morbius escapa a la detección durante algún tiempo mientras ocasionalmente choca con Spider-Man. Un encuentro con el mutante Nate Grey hace que el hambre de Morbius aumente temporalmente. Asustado de que su condición esté empeorando, Morbius busca la ayuda del hematólogo Dr. Andrea Janson. Antes de que pueda ser ayudado, es capturado y torturado por el agente de HYDRA Loxias Crown. Luego ayuda tanto a Spider-Man como a S.H.O.C. contra la organización terrorista y drena la sangre de Crown antes de dejarlo por muerto. En lugar de morir, Crown se convierte en un nuevo pseudo-vampiro llamado Hunger y crea un culto de seguidores de pseudo-vampiros. Más tarde, Morbius es secuestrado y modificado biológicamente para que sea más poderoso y pueda oponerse a Hunger. Spider-Man y Blade lo liberan, pero nunca se revela la identidad de quién lo secuestró y experimentó con él.
Años más tarde, se aprueba la Ley de Registro de Superhumanos, que obliga a cualquier persona con habilidades sobrehumanas a registrarse en S.H.I.E.L.D. y cumplir con su autoridad. Por un tiempo, Morbius se somete a la SRA y se une a un esfuerzo por capturar a Blade. Más tarde, durante una invasión del universo Marvel Zombies de Tierra-2149, Morbius es visto como miembro de A.R.M.O.R. y lucha contra una versión zombi de sí mismo. Poco después, Morbius forma una nueva versión de los Hijos de la Medianoche con Jennifer Kale, Daimon Hellstrom, Jack Russell y Hombre Cosa. Juntos, contienen un brote de zombis en una isla aislada, encontrándose brevemente con Capucha en el proceso. Morbius también ayuda a Hombre Cosa a revivir a Punisher (Frank Castle) en el monstruo llamado Franken-Castle.
Cuando Morbius concluye que las células sanguíneas de Spider-Man pueden ayudar a curar a Jack Russell de ser el hombre lobo, roba muestras de sangre de Web-Slinger. Spider-Man se entera de que Morbius está detrás del robo de Martine Bancroft, quien se ha permitido convertirse en un verdadero vampiro no-muerto. El héroe encuentra a Morbius y llega Martine, declarando una vez más su deseo de reunirse con su antiguo amante y ofreciéndose a matar a su frecuente enemigo Spider-Man como prueba de su amor. Morbius se niega a poner en peligro a Spider-Man y argumenta que los sentimientos de Martine por él son solo un anhelo de finalización porque su alma no ha estado intacta desde su resurrección. Al ver que Spider-Man no se atreve a matar ni siquiera a un vampiro, Morbius toma medidas él mismo y mata a Martine con madera clavada en el corazón, lo que hace que su cuerpo se desintegre en cenizas que luego se dispersan.
Después de trabajar brevemente con el Doctor Octopus, Morbius acepta una oferta para convertirse en investigador en Horizon Labs, con acceso a equipos avanzados a cambio de compartir su investigación con el director de la empresa, Max Modell. Para mantener su identidad oculta a los otros investigadores que pueden no aprobar esto, Morbius permanece oculto y solo se le conoce como Número Seis, ya que ocupa el Laboratorio 6. Peter Parker descubre más tarde la verdad sobre la identidad de Número Seis durante la  «Isla Araña». Morbius es luego confrontado por las autoridades y llevado a la prisión de supervillanos conocida como Balsa, pero escapa durante una fuga a gran escala. Refugiado en el vecindario de Brownsville, se convierte en un protector local, lo que lleva a enfrentamientos con los más nuevos. criminal para llamarse a sí mismo la Rosa (Phillip Hayes). Durante este tiempo, desarrolla una amistad con Bucky Barnes y se encuentra con su padre, Makarioa Morbius, del que está distanciado desde hace mucho tiempo.
Durante un viaje a Barcelona, Morbius es capturado por vampiros locales. Luego une fuerzas con Domino, Iguana y Outlaw para derrotarlos antes de que Domino lo ayude a escapar de un cazador de vampiros. Más tarde, Morbius se ve envuelto en una guerra civil vampírica y es rescatado de los discípulos de Drácula por Avispa y Hombre-Lobo. Cuando el asesino en masa Carnage y el Culto de Knull amenazan a la humanidad, Morbius se une a los esfuerzos para oponerse a ellos. Más tarde, Morbius es perseguido por Elizabeth Nikos, la hermana de su viejo amigo, colaborador científico y primera víctima Emil Nikos. No mucho después de eso, Morbius también conoce al hijo de Emil, Christos Nikos, quien espera que la genética del vampiro viviente pueda curarlo de su propia enfermedad mortal. Estos esfuerzos fallan y Christos muere.
Durante la trama de  «Más allá», Morbius lucha brevemente contra el nuevo Spider-Man (Ben Reilly, un clon de Peter Parker) antes de huir. Después de tomar una muestra de la sangre de Reilly, que es idéntica a la de Parker a nivel celular, Morbius se da cuenta de que la sangre radiactiva de Spider-Man ya no funcionará para crear ni siquiera una cura temporal para su pseudovampirismo. Al ser llevado a las instalaciones secretas de Beyond Corporation en Staten Island, la plantilla genética de Morbius se utiliza para ayudar a crear la Criatura Z, un  «clon binario» del propio Morbius y un duplicado genético del Lagarto. Morbius ayuda a Misty Knight y Colleen Wing a luchar contra Criatura Z y puede destruirlo con su propia sangre.

## Poderes y habilidades
Michael Morbius experimentó una transformación, por tratamiento de choque eléctrico e ingestión química, en un pseudo-vampiro. Como pseudo-vampiro, Morbius no posee todos los poderes de un vampiro real, ni está sujeto a todas las limitaciones tradicionales y debilidades de los mismos. Posee una variedad de poderes sobrehumanos, algunos de los cuales son similares a los vampiros sobrenaturales dentro del Universo Marvel, como una fuerza sobrehumana y velocidad, así como los sentidos intensificados incluyendo la visión nocturna y la ecolocalización. Debido a su condición como vampiro, Morbius se ve obligado a ingerir sangre fresca regularmente, para sobrevivir y mantener sus fuerzas. La cantidad de sangre que requiere y la frecuencia con que tiene que alimentarse no se ha especificado en los cómics, además, Morbius no posee ninguna de las vulnerabilidades místicas a las que los vampiros puros están sujetos como el ajo, agua bendita, el crucifijo o la plata. Morbius tiene una fuerte aversión a la luz solar, debido a su piel fotosensible, que impide cualquier protección contra grandes quemaduras de sol, en contraste con los  «verdaderos» vampiros que son incinerados por ella, de modo que él puede moverse durante el día, pero sus poderes son disminuidos y se adherirá a la sombra si las circunstancias no exigen que sea activo durante el día. Carece del cambio de forma, poderes de control de clima, y la capacidad de controlar los animales de los vampiros. Al igual que los vampiros  «verdaderos», Morbius posee la capacidad de hipnotizar a los seres de menor fuerza de voluntad y ponerlos bajo su control, que sólo puede ser resistido por aquellos que poseen una voluntad muy fuerte. Mientras era infectado brevemente por el demonio Sed de sangre, Morbius ganó la capacidad de licuar su cuerpo, moviéndose a través de espacios pequeños y estirar sus extremidades, según sea necesario. Perdió estas habilidades cuando él y su sed de sangre es dividida.
Morbius posee un factor de curación acelerado y puede recuperarse de lesiones leves a moderadas a un ritmo superior al de los humanos comunes. Aunque no es tan eficiente como los poderes curativos que posee Wolverine, Morbius ha demostrado ser capaz de curarse de múltiples heridas de bala en menos de una hora. Las lesiones más graves, como fracturas de huesos o quemaduras graves, pueden tardar varios días en curarse, pero una vez se demostró que tardaba a penas unos minutos, a pesar de que lo dejó como una criatura casi sin sentido, que debe alimentarse para reponer la energía que requiere el proceso de sanación. No puede regenerar las extremidades u órganos perdidos.

## Otras versiones

### Casa de M
En la serie House of M, Michael Morbius aparece en un flashback como uno de los científicos que le dio poderes a Luke Cage.

### Marvel MAX
Morbius aparece en Dead of Night con: Hombre Lobo como uno de los seres anómalos contenidos y experimentados por el grupo Babylon. Cuando Jack Russell intenta escapar del Grupo Babylon con su hija pequeña, las instalaciones intentan detenerlo desatando a Morbius y un Monstruo de Frankenstein. En la pelea subsiguiente, el monstruo de Frankenstein perfora el corazón de Morbius.

### Marvel Zombies 3
Una versión zombi de Morbius aparece en la miniserie Marvel Zombies 3 2008-2009. El verdadero Morbius de la Tierra-616 (universo principal) es secuestrado y golpeado por su homólogo zombi que encontró una forma de pasar del universo Marvel Zombies al universo Marvel. Zombie Morbius sostiene al normal cautivo mientras usa una máscara de látex para parecer normal. Se revela que planea infectar a todos los miembros de la Iniciativa de los  «Cincuenta Estados» con el virus zombi. Su cautiverio es descubierto por un miembro del equipo A.R.M.O.R. a quien Morbius intenta advertir de un ataque inminente. La advertencia llega demasiado tarde ya que la contraparte de Morbius ataca al miembro del equipo y le infecta, creando así una cadena de eventos violentos después de que ataca a otro miembro del equipo. Hacia el final de la crisis, el verdadero Morbius aparece de la nada y agarra un árbol, que usa como estaca y apuñala la versión zombificada por detrás y directo al corazón, matándolo instantáneamente.

### Ultimate Marvel
La versión definitiva de Marvel de Morbius, es un vampiro  «verdadero», el hijo de Dracul y hermano del propio Vlad III Drácula. Él tiene todos los poderes y habilidades asociados con la interpretación habitual de Drácula. Esta versión de Morbius, sin embargo, parece estar heroicamente luchando contra sus instintos más básicos, y de hecho es un cazador de vampiros. Conoce a Spider-Man en un típico malentendido, centrado en una camarilla de vampiros atacando a Ben Urich. Él realmente está tratando de evitar que Urich se convierta en vampiro, lo cual logra hacer a pesar del conflicto. Cuando Spider-Man es mordido por un vampiro, Morbius huele y determina que el joven superhéroe es inmune al vampirismo.

## En otros medios

### Televisión
- Morbius el Vampiro Viviente aparece en Spider-Man: La serie animada, con la voz de Nick Jameson. Esta versión drena plasma sanguíneo a través de sus manos, dejando a sus víctimas con una serie de verdugones que cubren sus cuerpos. Apareció por primera vez como Michael Morbius, un biólogo extranjero de la Universidad Empire State, en los episodios  «The Insidious Six» y  «Battle of the Insidious Six» antes de transformarse en una criatura vampírica en un episodio homónimo. En los siguientes episodios  «Enter the Punisher»,  «Duel of the Hunters»,  «Blade the Vampire Hunter» y  «The Immortal Vampire», mientras intentaba crear más pseudo-vampiros como él. En  «The Vampire Queen», Morbius se convierte en un héroe después de unir fuerzas con Spider-Man, Blade y la Gata Negra para derrotar a Miriam la Reina Vampira, y se va con Blade y Gata Negra para destruir a otros vampiros en todo el mundo. Morbius hace un cameo final en  «Secret Wars Pt. 2» junto a sus aliados.
- Michael Morbius aparece en la cuarta temporada de Ultimate Spider-Man vs. Los 6 Siniestros, con la voz de Benjamin Diskin. Esta versión es un científico simbionte empleado por HYDRA:
  - En el episodio 8,  «El Anti-Venom», Arnim Zola lo lleva a trabajar con el Doctor Octopus. Las preguntas de Morbius sobre las técnicas del Doctor Octopus son  «no totalmente ignorantes», incluso brindando pequeñas sugerencias que ayudan en la creación del simbionte Anti-Venom. Cuando Spider-Man, Agente Venom y el Patriota encuentran el laboratorio de HYDRA, Morbius es testigo de que el Doctor Octopus desata al simbionte Anti-Venom en un alboroto. Mientras el Agente Venom y Iron Patriot luchan contra el Anti-Venom y el Doctor Octopus, Spider-Man empuja a Morbius, a lo que el científico de HYDRA revela instantáneamente que el Anti-Venom puede estar contenido en un inhibidor que funciona con iones. Después de que Spider-Man y Iron Patriot se escapan con el Agente Venom y Anti-Venom, el Doctor Octopus encuentra a Morbius en la red; Morbius declarando que Spider-Man le forzó la información.
  - En el episodio 13,  «La Saga Simbionte, Pt. 1», Michael (en la armadura de HYDRA) embosca a Spider-Man y al Agente Venom para reclamar una muestra de simbionte. Con el Doctor Octopus como asistente encadenado, los experimentos de Morbius dan como resultado la creación del simbionte Carnage para HYDRA bajo las órdenes de Calavera. Durante otra pelea contra Spider-Man y el Agente Venom, el Doctor Octopus inyecta a Michael un suero de ADN de vampiro, lo que lo lleva a utilizar el simbionte Carnage para envolver al Doctor Octopus. El suero de ADN termina mutando al científico HYDRA en un murciélago humanoide con alas en lugar de brazos, mientras se escapa del edificio de HYDRA.
  - En el episodio 15,  «La Saga Simbionte, Pt. 3», regresó de alguna manera a su apariencia de cómic clásica, excepto por el hecho de que tiene alas de murciélago en su espalda y puede drenar la energía de la fuerza vital de cualquier persona. El Vampiro Viviente llega a la envuelta Midtown High donde compite contra Spider-Man, el Agente Venom y el Patriota para llegar al núcleo del edificio, lo que resulta en el encuentro de ambos lados con la Reina Carnage. Tomando el control de la Reina Carnage, el Vampiro Viviente lleva a Spider-Man, Agente Venom y Patriota para que él y Calavera puedan usar misiles de HYDRA desactivados que S.H.I.E.L.D. confiscados para enviar muestras de simbiontes de HYDRA a todas las ciudades del mundo. El plan de El Vampiro Viviente se ve frustrado cuando Spider-Man rompe el dispositivo de control de la Reina Carnage. A medida que Calavera se aleja, el Vampiro Viviente drena la energía de la Reina Carnage, sin embargo, esto no tiene efecto y la Reina Carnage contradice la energía de él.

### Películas
- Se rumoreaba que podía salir como enemigo principal en Spider-Man 4, la cual fue cancelada. Entre los actores que se barajaban para interpretar al personaje, el principal candidato era Jim Carrey. Además también se rumoreaba que sería el enemigo a vencer en Blade II.
- En The Amazing Spider-Man 2: Rise of Electro, cuando Harry Osborn ve los archivos de OsCorp, se lee el nombre del Dr. Michael Morbius.
- En noviembre de 2017, Sony Pictures anunció planes para hacer una adaptación cinematográfica de acción en vivo de Morbius, como parte del Universo Spider-Man de Sony, escrita por Matt Sazama y Burk Sharpless.[59] El 27 de junio de 2018, se anunció que Jared Leto protagonizaría como Michael Morbius y Daniel Espinosa lo dirigiría.[60] La producción comenzó en noviembre de 2018.[61] En octubre de 2018, el productor de Venom, Avi Arad, confirmó que la filmación comenzaría en febrero de 2019.[62] Además, Charlie Shotwell interpreta al joven Michael.[63] La película Morbius estaba originalmente programada para estrenarse el 28 de enero de 2022,[64] antes de que se retrasara hasta el 1 de abril de 2022.[65]
  - Además, Matt Smith aparece como Lucien  «Milo» Morbius, un personaje original basado en Michael Morbius y Loxias Crown / Hunger y el hermano sustituto de Michael, que también padecía la enfermedad de la sangre de Michael y lo llevó a convertirse en vampiro,[66] y Jared Harris interpreta al padre adoptivo de los hermanos, el Dr. Emil Nicholas, nombrado en referencia al alias  «Nikos» del cómic de Morbius.[67]

### Videojuegos
- Morbius aparece como un personaje  «invocador» no jugable en el videojuego Spider-Man y Venom: Maximum Carnage. Cuando es convocado, distrae o hiere a los enemigos, dependiendo de qué personaje del título esté utilizando el jugador.
- Morbius apareció en las versiones de Wii, PS2 y PSP del videojuego Spider-Man 3 presentado por Sean Donnellan. En esta versión, él tiene una esposa - Frances Louise Barrison-Morbius (Shriek). Spider-Man pasa muchas partes del juego tratando de encontrar una cura para Morbius. Esto implica luchar contra Morbius, una parte del simbionte y su esposa Francis.
- Morbius es un personaje jugable en Marvel Super Hero Squad Online.
- Morbius aparece como un personaje desbloqueable en Marvel: Avengers Alliance.
- Morbius aparece como personaje desbloqueable en Marvel Contest of Champions.[68]
- Morbius aparece como un personaje jugable en Lego Marvel Super Heroes 2.[69] Una misión extra narrada por Gwenpool que tiene lugar en la sección Imperio Hydra de Chronopolis tiene Morbius el Vampiro Viviente, N'Kantu la Momia Viviente y Hombre Cosa haciendo un desfile flotante para el Desfile Honorario del Cráneo Rojo del Imperio Hydra en Hydra Square para que puedan hacer que las personas no les teman.
- En el videojuego de 2018 Spider-Man para PS4, Michael Morbius aparece en forma humana desarrollando una cura para un virus que fue lanzado por Otto Octavius. Spider-Man tiene que rescatar a Morbius del Sr. Negativo, a lo que Michael le explica a Spider-Man que la cura aún debe desarrollarse, por lo que Morbius se traslada al refugio para personas sin hogar como enfermero temporal y ayuda a la Tía May. Es posible que Michael Morbius se convierta en un futuro juego de Spider-Man, pero es incierto.[70]